# Grigorij Skorikow
Grigorij Pietrowicz Skorikow (ros. Григо́рий Петро́вич Ско́риков, ur. 13 marca 1920 we wsi Migulinskij Jurt w obwodzie rostowskim, zm. 6 września 2000 w Moskwie) – radziecki dowódca wojskowy, marszałek lotnictwa (1980).
Od 1937 w Armii Czerwonej, 1939 skończył Wojskową Szkołę Kawalerii w Tambowie, a 1942 wojskową szkołę lotniczą w Charkowie. 
Podczas II wojny światowej na stanowiskach sztabowych, pomocnik szefa sztabu oddziału operacyjno-rozpoznawczego w 8 Gwardyjskim Oddziale Suworowa Dywizji Lotniczej 2 Armii Lotniczej, oficer sztabu oddziału korpusu lotniczego 2 Armii Lotniczej. Od 1941 w WKP(b), 1948 ukończył Wojskową Akademię im. Frunzego, a 1957 Wyższą Akademię Wojskową. Przez dłuższy czas zajmował stanowiska sztabowe. Od 1962 szef wydziału operacyjnego - zastępca szefa Sztabu Głównego Wojsk Obrony Powietrznej Kraju, od 1971 I zastępca szefa sztabu Wojsk Obrony Powietrznej Kraju, od 1972 zastępca szefa, a od 1976 szef Sztabu Generalnego Sił Zbrojnych ZSRR. Od 1978 szef Sztabu Głównego Sił Powietrznych. 4 listopada 1980 mianowany marszałkiem lotnictwa. Od 1985 wojskowy inspektor-doradca Grupy Generalnych Inspektorów Ministerstwa Obrony ZSRR. Od 1992 na emeryturze.

## Odznaczenia i nagrody
- Order Rewolucji Październikowej
- Order Czerwonego Sztandaru
- Order Wojny Ojczyźnianej I klasy (dwukrotnie)
- Order Wojny Ojczyźnianej II klasy
- Order Czerwonej Gwiazdy (trzykrotnie)
- Order „Za służbę Ojczyźnie w Siłach Zbrojnych ZSRR” II klasy
- Order „Za służbę Ojczyźnie w Siłach Zbrojnych ZSRR” III klasy
- Medal Żukowa
- Medal „Za zasługi bojowe”
- Medal 100-lecia urodzin Lenina
- Medal „Za wyróżnienie w ochronie granic państwowych ZSRR”
- Nagroda Państwowa ZSRR (1983)
- Medal „Za zwycięstwo nad Niemcami w Wielkiej Wojnie Ojczyźnianej 1941–1945”
- Medal jubileuszowy „Dwudziestolecia zwycięstwa w Wielkiej Wojnie Ojczyźnianej 1941–1945”
- Medal jubileuszowy „Trzydziestolecia zwycięstwa w Wielkiej Wojnie Ojczyźnianej 1941–1945”
- Medal jubileuszowy „Czterdziestolecia zwycięstwa w Wielkiej Wojnie Ojczyźnianej 1941–1945”
- Medal jubileuszowy „50-lecia zwycięstwa w Wielkiej Wojnie Ojczyźnianej 1941–1945”
- Medal jubileuszowy „60-lecia zwycięstwa w Wielkiej Wojnie Ojczyźnianej 1941–1945”
- Medal „Za zdobycie Berlina”
- Medal „Za wyzwolenie Pragi”
- Medal „Weteran Sił Zbrojnych ZSRR”
- Medal „Za umacnianie braterstwa broni”
- Medal jubileuszowy „30 lat Armii Radzieckiej i Floty”
- Medal jubileuszowy „40 lat Sił Zbrojnych ZSRR”
- Medal jubileuszowy „50 lat Sił Zbrojnych ZSRR”
- Medal jubileuszowy „60 lat Sił Zbrojnych ZSRR”
- Medal jubileuszowy „70 lat Sił Zbrojnych ZSRR”
- Medal 850-lecia Moskwy
- Medal „Za nienaganną służbę”